# Huit de pique
Le huit de pique (8♠) est une des cartes à jouer traditionnelles en Occident. Elle apparaît dans les jeux de 32 cartes, de 52 cartes et de tarot. Il s'agit d'une valeur dont l'enseigne est le pique. Il s'agit donc d'une carte de couleur noire.